# Řešení po pirátsku
Řešení po pirátsku je čtvrtý díl třetí řady amerického televizního seriálu Teorie velkého třesku. V této epizodě hostují Elizabeth Bogush a Oliver Muirhead. Režisérem epizody je Mark Cendrowski.

## Děj
Rajův výzkum se blíží ke konci a pokud nebude mít nějaké výsledky a nebo si nenajde jinou práci, tak mu hrozí, že se bude muset vrátit do Indie. Sheldon mu nabídne řešení - pracovat pro něj. Raj nakonec souhlasí, i když oba spolu ještě vědou debatu o tom, čí teorie je správná. Sheldon se následně Rajovi omlouvá a jeho teorii přijímá, odmítá se však vzdát té své. Mezitím si Leonard s Penny snaží užít si společný volný čas, neustále jim je však v patách nudící se Howard.

## Obsazení
| Johnny Galecki   | Leonard Hofstadter      |
| Jim Parsons      | Sheldon Cooper          |
| Kaley Cuoco      | Penny                   |
| Simon Helberg    | Howard Wolowitz         |
| Kunal Nayyar     | Raj Koothrappali        |
| Elizabeth Bogush | dr. Catherine Millstone |
| Oliver Muirhead  | profesor Laughlin       |